# Rainieria peruana
Rainieria peruana är en tvåvingeart som beskrevs av Günther Enderlein 1922. Rainieria peruana ingår i släktet Rainieria och familjen skridflugor.
Artens utbredningsområde är Peru. Inga underarter finns listade i Catalogue of Life.